# Klaus Thunemann
Klaus Thunemann (ur. 19 kwietnia 1937 w Magdeburgu) – niemiecki fagocista i pedagog.
Od 1957 studiował w Hochschule für Musik w Berlinie u Willy’ego Fugmanna. Od 1957 Solista Städtliche Orchester in Münster, a w latach 1962–1978 także NDR Sinfonieorchester w Hamburgu. Od 1978 wykładał na Hochschule für Musik und Theater w Hannoverze, a od 1997 jako profesor na Hanns-Eisler-Hochschule für Musik w Berlinie.
Przez wiele lat występował na scenach międzynarodowych jako solista lub członek zespołów kameralnych. Współpracował ze znanym oboistą Heinzem Holligerem.